# 27887 Kiyoharu
27887 Kiyoharu è un asteroide della fascia principale. Scoperto nel 1996, presenta un'orbita caratterizzata da un semiasse maggiore pari a 2,349588 UA e da un'eccentricità di 0,073943, inclinata di 6,714062° rispetto all'eclittica. Ha un diametro di 3,333 km.